# Санта-Доменика-Виттория
Санта-Доменика-Виттория (итал. Santa Domenica Vittoria) — коммуна в Италии, располагается в регионе Сицилия, в провинции Мессина.
Население составляет 1172 человека (2008 г.), плотность населения составляет 62 чел./км². Занимает площадь 19 км². Почтовый индекс — 98030. Телефонный код — 095.
Покровителем коммуны почитается святой Антоний Великий, празднование в первое воскресение сентября.

## Демография
Динамика населения:

## Администрация коммуны
- Официальный сайт: https://web.archive.org/web/20021130123403/http://www.geocities.com/santadomenicavittoria/